# Schlesinger (cràter)

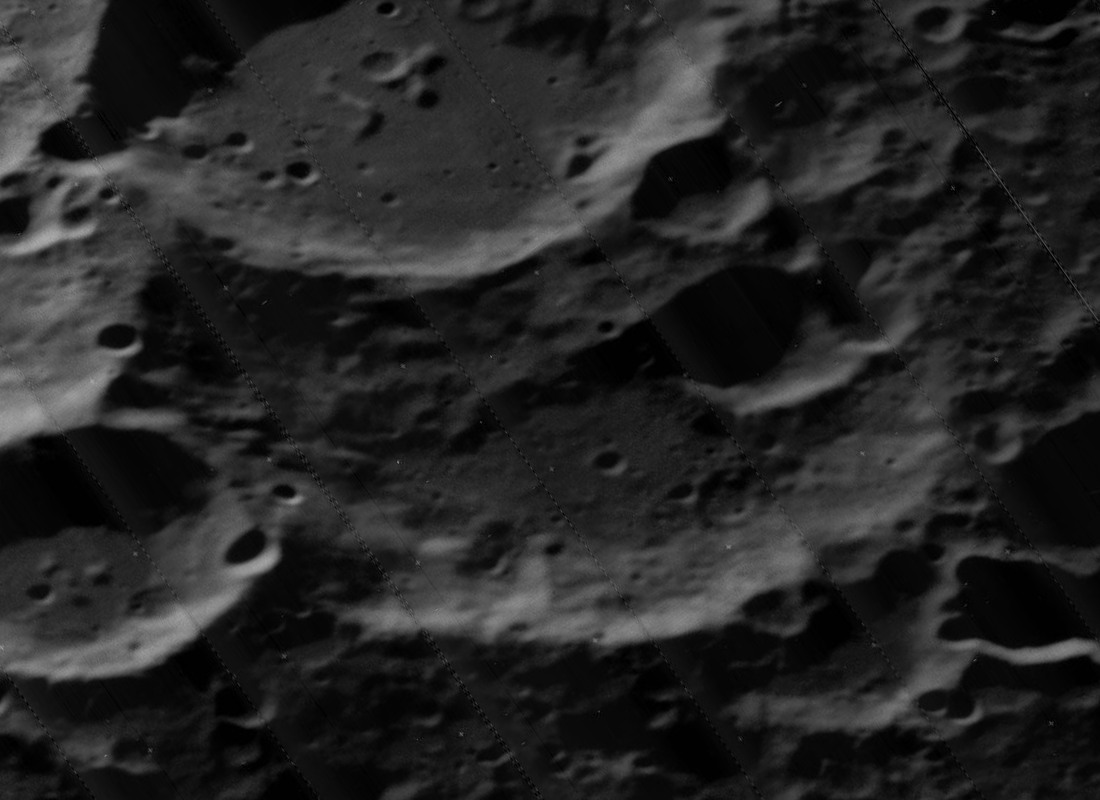
Imatge obliqua de la missió Lunar Orbiter 5

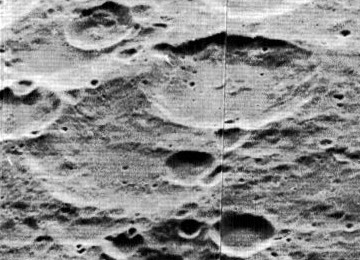
Vista obliqua de Esnault-Pelterie (a dalt dreta) i de Schlesinger (a baix esquerra), des de la Lunar Orbiter 5

Schlesinger és un cràter d'impacte pertanyent a la cara oculta de la Lluna. El cràter Esnault-Pelterie envaeix la part occidental de la vora de Schlesinger. Les seves rampes exteriors també cobreixen la meitat del sòl interior del cràter veí, deixant una silueta en forma de mitja lluna. Al sud-sud-oest de Schlesinger es troba el cràter Von Zeipel i al sud-est es localitza Quetelet.

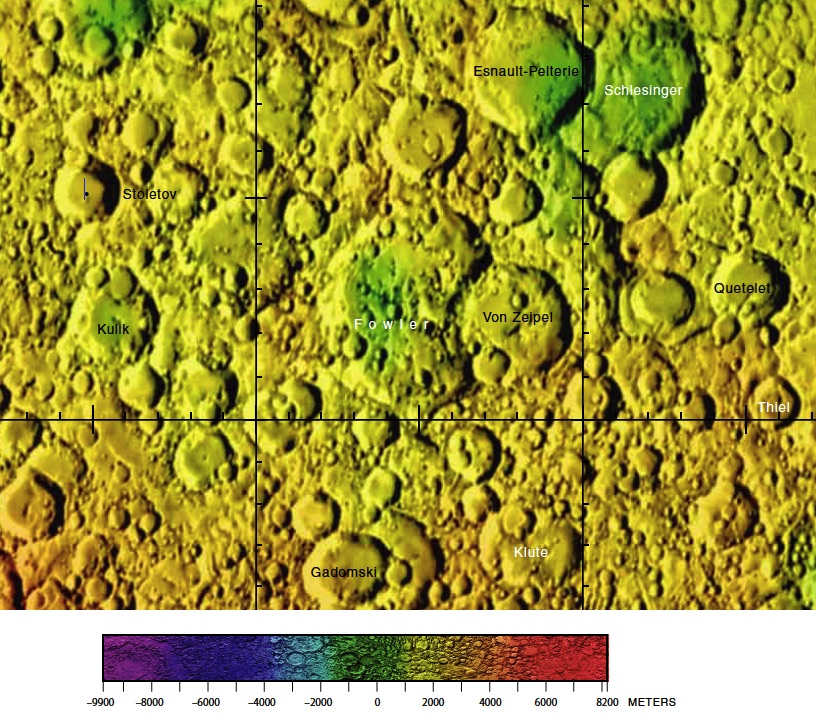
Localització de Schlesinger (cantonada superior dreta de la imatge)

A més de la superposició de Esnault-Pelterie, la vora de Schlesinger està coberta pel cràter satèl·lit Schlesinger M en el seu costat sud, i per un petit cràter en el costat nord. La resta del brocal apareix molt desgastat, adquirint un perfil arrodonit. Només la meitat del sòl interior queda sense recobrir, presentant una superfície relativament anivellada i tan sols marcada per alguns petits cràters.

## Cràters satèl·lit
Per convenció aquests elements són identificats en els mapes lunars posant la lletra en el costat del punt mitjà del cràter que està més proper a Schlesinger.
|             | \| Schlesinger \| Coordenades \| Diàmetre \| \| ----------- \| -------------------------------------- \| -------- \| \| A \| 50° 06′ N, 137° 12′ O / 50.1°N,137.2°O \| 32 km \| \| B \| 51° 24′ N, 134° 54′ O / 51.4°N,134.9°O \| 66 km \| \| M \| 45° 12′ N, 138° 30′ O / 45.2°N,138.5°O \| 45 km \| |          |
| Schlesinger | Coordenades | Diàmetre |
| A           | 50° 06′ N, 137° 12′ O / 50.1°N,137.2°O | 32 km    |
| B           | 51° 24′ N, 134° 54′ O / 51.4°N,134.9°O | 66 km    |
| M           | 45° 12′ N, 138° 30′ O / 45.2°N,138.5°O | 45 km    |